# جوسيمار هيريديا
جوسيمار هيريديا (بالإسبانية: Josimar Heredia)‏ هو لاعب كرة قدم مكسيكي في مركز الدفاع، ولد في 26 نوفمبر 1993 في غوادالاخارا في المكسيك. لعب مع نادي تولوكا.

## وصلات خارجية
- جوسيمار هيريديا على موقع Soccerway.com (الإنجليزية)